# Ulrich Weiss (Richter)
Ulrich Weiss (* 26. November 1901 in Altona; † 27. Februar 1989 in München) war ein deutscher Richter.

## Leben
Ulrich Weiss bestand 1920 in Potsdam die Reifeprüfung. Er immatrikulierte sich an der Universität Tübingen  für Rechtswissenschaft und wurde im April 1920 beim Corps Rhenania Tübingen aktiv. Nach neun Partien im Juli 1922 inaktiviert, wechselte er an die Universität München und die Universität Berlin. 1924 bestand er in München das Referendarexamen. Im Jahr darauf wurde er in Tübingen zum Dr. iur. promoviert. Er bestand 1927 die Assessorprüfung und kam 1929 als Referent zum Reichsausgleichsamt. 1930 wurde er zur Deutsch-Amerikanischen Kommission in Washington, D.C. abgeordnet. Anschließend studierte er an der Harvard Law School. In Berlin wurde er 1934 zum Amtsgerichtsrat und 1941 zum Kammergerichtsrat ernannt. 
1945 entlassen, kam er 1949 als Landgerichtsdirektor am Landgericht Hamburg wieder in den Justizdienst. Seit 1953 Bundesrichter beim Bundesgerichtshof in Karlsruhe, wurde er 1961 als Präsident des Bundespatentgerichts in München berufen. Von 1967 bis 1974 war er Vorsitzender der Prüfungskommission für Patentanwälte und von 1968 bis 1978 Vorsitzender der Schiedsstelle für Urheberrecht beim Deutschen Patentamt.

## Ehrungen
- Großes Bundesverdienstkreuz mit Stern (1966)